# محرز مصطفى
لواء أركان حرب / محرز مصطفى عبد الرحمن قائد عسكري مصري، شغل سابقاً منصب مدير إدارة المخابرات الحربية والاستطلاع بالقوات المسلحة المصرية في الفترة ما بين عامي 1969 - 1972. ارتبط اسمه بعمليات المجموعة 39 قتال التابعة للمخابرات الحربية والتي نفذت عدة عمليات نوعية ضد الجيش الإسرائيلي خلال حرب الاستنزاف تحت قيادة إبراهيم الرفاعي.